# Aethiopomyia arguta
Aethiopomyia arguta är en tvåvingeart som först beskrevs av Karsch 1879.  Aethiopomyia arguta ingår i släktet Aethiopomyia och familjen husflugor. Inga underarter finns listade i Catalogue of Life.